# Thuyết trình

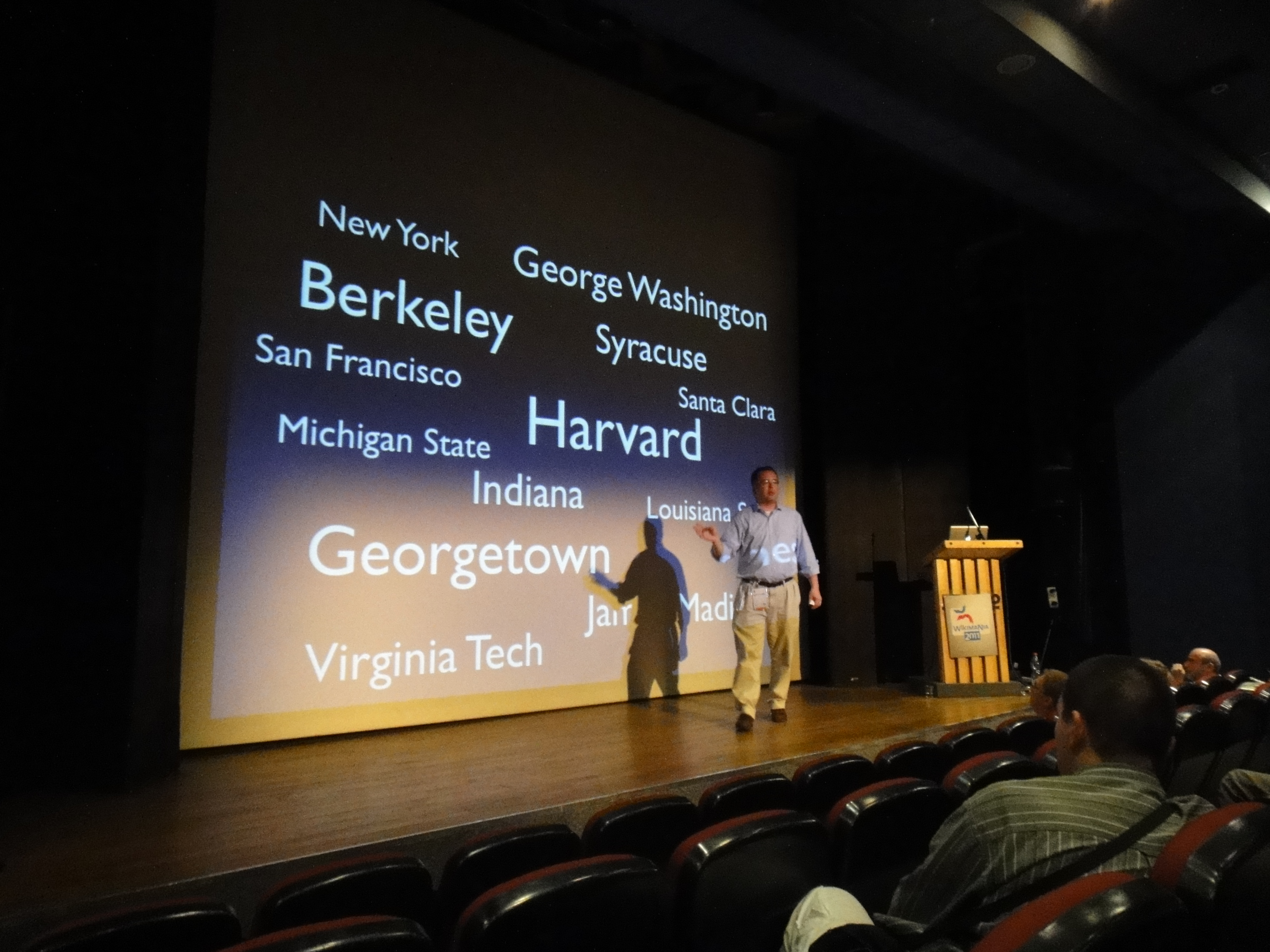
Diễn giả thuyết trình bằng máy chiếu

Thuyết trình là quá trình truyền tải một chủ đề tới khán giả. Nó có thể là một một bài thuyết minh, một bài giới thiệu, bài giảng hoặc bài phát biểu nhằm mục đích thông báo, thuyết phục, truyền cảm hứng, động viên, xây dựng thiện chí, trình bày một ý tưởng hoặc một sản phẩm mới. Tùy theo mục đích và đối tượng hướng đến của bài thuyết trình, người thực hiện bài thuyết trình, hoặc "diễn giả", sẽ đặt trọng tâm vào một số yếu tố nhất định, ví dụ như nội dung được truyền tải, hình thức thuyết trình, độ dài của từng phần vân vân.

## Nội dung hình ảnh
Phần mềm thuyết trình thường được sử dụng để tạo nội dung cho bài thuyết trình, một số chương trình còn cho phép nhiều người cùng hợp tác để thực hiện các bài thuyết trình với nhau. Thông qua các phần mềm thuyết trình rồi thực hiện có thể sử dụng và kết hợp nội dung từ các nguồn khác nhau để tạo thành một bài thuyết trình theo ý muốn. Những phần mềm trình chiếu trong thuyết trình phổ biến được sử dụng trên toàn cầu hiện đang được cung cấp bởi các công ty Apple, Google và Microsoft.
Microsoft PowerPoint và Google Slides là công cụ hiệu quả để phát triển nội dung trình chiếu slide trong thuyết trình, trong đó Google Slides cho phép các nhóm làm việc cùng nhau bằng cách sử dụng Google Drive để cập nhật từng tài khoản khi chỉnh sửa. Các nội dung như văn bản, hình ảnh, liên kết và hiệu ứng sẽ được thêm vào phần mềm thuyết trình để cung cấp thông tin hữu ích và thống nhất của cả nhóm.